# 仙岛语
仙岛语别称仙岛话、先岛语、先岛话，是阿昌族的支系仙岛人使用的本民族语言。仙岛人自称“/kʰan31 tao31/”，主要聚居在中国云南省德宏傣族景颇族自治州盈江县姐冒乡的二村内：芒缅村的仙岛寨以及芒线村的芒俄寨。

## 概論
语言归属汉藏语系藏緬語族緬彝語群緬語支，原归为阿昌语的一个方言，1990年代独立出来，属于“中国新发现语言”的一种，也是中国境内极度濒危的一种语言。因仙岛人人数甚少，且长期地与景颇族、傣族、汉族、傈僳族等周边民族杂居，在词汇方面含有大量的景颇语、载瓦语、傣语、汉语和傈僳语借词。
仙岛语接近阿昌语，仙岛人也被中国政府归入阿昌族中，但仙岛人并不认同。根据仙岛人自己的传说，仙岛人的祖先源于东北方向，“太阳升出的地方”——“勐撒洞”。有名为“仙岛”（仙岛人）、“蒙撒”（这是陇川县户撒乡阿昌族的自称）、“载瓦”（景颇族载瓦人）兄弟三人。当时勐撒洞有一位凶残的马面人身的国王在那里霸道，兄弟三人于是决定向西南方向迁徙，他们各自带领一百名男女，约定跟着前方沿途被砍的芭蕉树来指引后跟的兄弟。后来，他们越向南走气候越热，被前方队伍砍下的芭蕉树很快就在热带气候中长回原状，结果后跟的兄弟看到砍下的芭蕉树已经茂密，认为前方的兄弟早已走远，再也追不上了，于是决定就地居住下来了，这就形成了今天的仙岛人、阿昌族和载瓦人。
仙岛人据2002年12月的田野调查统计，共有16家户，76人。很多中青年人的仙岛语都不熟练，更年轻的一般不会仙岛语，使用景颇语、傣语和汉语代替。所有仙岛人都兼用除仙岛语以外的其他语言，例如汉语、傣语、景颇语、载瓦语。

## 语音
仙岛语有声母40个。韵母65个，其中单元音韵母9个。鼻音韵尾有-m、-n、-ŋ3个，塞音韵尾有-p、-t、-k、-ˀ4个。声调4个，调值分别为55、31、35、51。